# Dieta cetogènica
La dieta cetogènica té un alt contingut de greix, adequada de proteïnes, baixa en carbohidrats que en la medicina s'utilitza principalment per tractar epilèpsia (refractaria) de difícil control en els nens. La dieta obliga el cos a cremar greixos en lloc de carbohidrats. Normalment, els hidrats de carboni continguts en els aliments es converteixen en glucosa, que després es transporta per tot el cos i és particularment important en el foment de la funció cerebral. Però, si hi ha molt pocs hidrats de carboni en la dieta, el fetge converteix el greix en àcids grassos i cossos cetònics. Els cossos cetònics passen al cervell i reemplacen la glucosa com a font d'energia. Un nivell elevat de cossos cetònics en la sang, un estat conegut com cetosi, condueix a una reducció en la freqüència de les crisis epilèptiques.
La dieta terapèutica original per l'epilèpsia pediàtrica proporciona suficient proteïna per al creixement i reparació del cos i les calories suficients per mantenir el pes correcte per a la seva edat i alçada. Aquesta dieta cetogènica clàssica conté una relació de 4:1 en pes del greix combinat amb proteïna respecte als carbohidrats. Això s'aconsegueix mitjançant l'exclusió dels aliments rics en carbohidrats com les fruites i vegetals rics en midó, pa, pasta, cereals i sucre, alhora que augmenta el consum d'aliments rics en greixos com les nous, crema i mantega.
La major part grassa de la dieta està fet de molècules anomenades triglicèrids de cadena llarga (TCL). No obstant això, els triglicèrids de cadena mitjana (TCM) fets a partir dels àcids grassos amb cadenes de carboni més curtes que els TCL són més cetogènics. Una variant de la dieta clàssica coneguda com la dieta cetogènica TCM utilitza una forma d'oli de coco, que és rica en TCM, per proporcionar al voltant de la meitat de les calories. Com es necessita menys greix en general en aquesta variant de la dieta, pot ser consumida una proporció més alta d'hidrats de carboni i proteïnes, el que permet una major varietat d'opcions d'aliments.
La dieta cetogènica terapèutica clàssica va ser desenvolupada per al tractament de l'epilèpsia pediàtrica en la dècada de 1920 i va ser àmpliament utilitzada en la següent dècada, però la seva popularitat va disminuir amb la introducció dels medicaments anticonvulsius efectius. A mitjans de la dècada de 1990, el productor de Hollywood Jim Abrahams, que tenia un fill amb una epilèpsia greu que es va controlar amb la dieta, va crear la Fundació Charlie per promoure-la. La publicitat va incloure una aparició al programa Dateline de la NBC i ... First Do No Harm (1997), una pel·lícula feta per a la televisió protagonitzada per Meryl Streep. La fundació va patrocinar un estudi d'investigació multicèntric, els resultats del qual -anunciats el 1996- van marcar el començament d'un interès científic renovat en la dieta.
Gairebé la meitat dels nens i joves amb epilèpsia que s'han tractat d'alguna manera d'aquesta dieta van veure que el nombre de crisis va caure almenys a la meitat, i l'efecte persisteix fins i tot després de suspendre la dieta. L'efecte advers més freqüent és el restrenyiment, que afecta al voltant del 30% dels pacients. Això és a causa de la restricció de líquids, el que és una característica de la dieta, i que comporta un major risc de càlculs renals. Existeix certa evidència que adults amb epilèpsia poden beneficiar-se de la dieta, i que un règim menys estricte, com una dieta d'Atkins modificada, és igualment eficaç. Els assaigs clínics i els estudis en models animals suggereixen que les dietes cetogèniques proporcionen beneficis neuroprotectors i modificadors de la malaltia per a un nombre de trastorns neurodegeneratius en adults. A partir del 2012, no hi ha dades d'assaigs clínics referents a aquestes àrees, i, fora de l'epilèpsia pediàtrica, l'ús de la dieta cetogènica es manté en fase d'investigació.